# Rafael Galván
Rafael Galván (Tangancícuaro, Michoacán, 7 de noviembre de 1919 - Ciudad de México, Distrito Federal, 3 de julio de 1980) fue un político y líder sindical mexicano, miembro del Partido Revolucionario Institucional. Fungió como senador y dirigente de la llamada Tendencia democrática de los trabajadores electricistas. Fue seguidor del presidente Lázaro Cárdenas del Río.

## Trayectoria
Según varias fuentes, su padre podría haber sido el general revolucionario Rafael Buelna, sin que pueda confirmarse tal hecho, fue ingeniero mecánico egresado del Instituto Politécnico Nacional y licenciado en Economía por la Universidad Nacional Autónoma de México. Fue seguidor del presidente Lázaro Cárdenas del Río, quien lo apoyo durante su lucha sindical. Se inició en la política sindical como miembro del Sindicato Nacional de Trabajadores de la Radio, del que fue elegido secretario general en 1943, desde este puesto estableció una alianza con la Federación Nacional de Trabajadores de la Industria Eléctrica, en 1951 obtuvo una plaza de trabajador electricista en la planta hidroeléctrica de la Presa de la Boquilla en el Río Conchos en Chihuahua, lo cual le permitió transitar definitivamente al liderazgo obrero de los electricistas.
Fue organizador de la Federación Nacional de Trabajadores de la Industria y Comunicaciones Eléctricas, de la Confederación Mexicana de Electricistas en 1954, del Sindicato de Trabajadores Electricistas en 1960, de la Confederación Nacional de Trabajadores en 1961 y del Congreso del Trabajo en 1966. En 1964 fue elegido Senador por Michoacán para las Legislaturas XLVI y XLVII ejerciendo el cargo hasta 1970. Este último año estuvo entre los líderes priistas a los que el entonces presidente Gustavo Díaz Ordaz les anunció la postulación como candidato del PRI a la presidencia de Luis Echeverría Álvarez, aunque el manifestó preferencias por Emilio Martínez Manatou. Asistió a la ceremonia en la que los restos del expresidente Lázaro Cárdenas fueron trasladados al Monumento a la Revolución para darle el último adiós a quien lo había respaldado en su lucha política y sindicalista.
Como Secretario General del Sindicato de Trabajadores Electricistas de la República Mexicana, se enfrentó reiteradamente con otra organización, el Sindicato Nacional de Electricistas, hasta que a instancia suya, en 1972 ambas organizaciones se fusionaron en el Sindicato Único de Trabajadores Electricistas de la República Mexicana (SUTERM), sin embargo los conflictos continuaron, culminando con su expulsión del sindicato en 1975. En estas condiciones funda la Tendencia Democrática de los trabajadores electricistas e intenta llevar a cabo una huelga nacional en 1976, en que su movimiento es reprimido por la fuerza pública, finalmente se disuelve en 1977 y Galván resuelve encabezar un nuevo proyecto, denominado Movimiento Sindical Revolucionario, que mantuvo hasta su muerte en 1980.